# Емблема Таїланду
Національна емблема (національний символ) Таїланду (тай. ตราแผ่นดินของไทย) — Гаруда, фігура буддійської й індуїської міфології. У Таїланді Гаруда — також символ королівської родини й влади. У міфології Крут Пха, або Гаруда є їздовою твариною бога Вішну. Відповідно до традиційних вірувань, Гаруда є додатковим джерелом сили для Вішну.
Гаруда є так само на гербі Індонезії і міста Улан-Батор (столиця Монголії). Герб Індонезії відрізняється від емблеми Таїланду тим, що птах несе на собі геральдичний щит.

Герб Сіаму (1873–1910)